# フィル・バージェス
フィル・バージェス（Phil Burgess、1988年7月1日 - ）は、イングランドのラグビー選手。

## プロフィール
- イングランド・フライムリー出身[1]。
- ポジションはフランカー(FL)。
- 身長 185cm、体重 95kg
- 7人制イングランド代表に選ばれたことがある[2]。

## 略歴
2016年、リオ五輪の7人制イギリス代表に選ばれ銀メダル獲得